# Kambos (Zypern)
Kambos, auch Kampos (griechisch Κάμπος), früher Kampos tis Tsakistras („Die Felder von Tsakistra“, griechisch Κάμπος της Τσακκίστρας) ist eine Gemeinde im Bezirk Nikosia in der Republik Zypern. Bei der Volkszählung im Jahr 2021 hatte sie 171 Einwohner.

## Lage und Umgebung

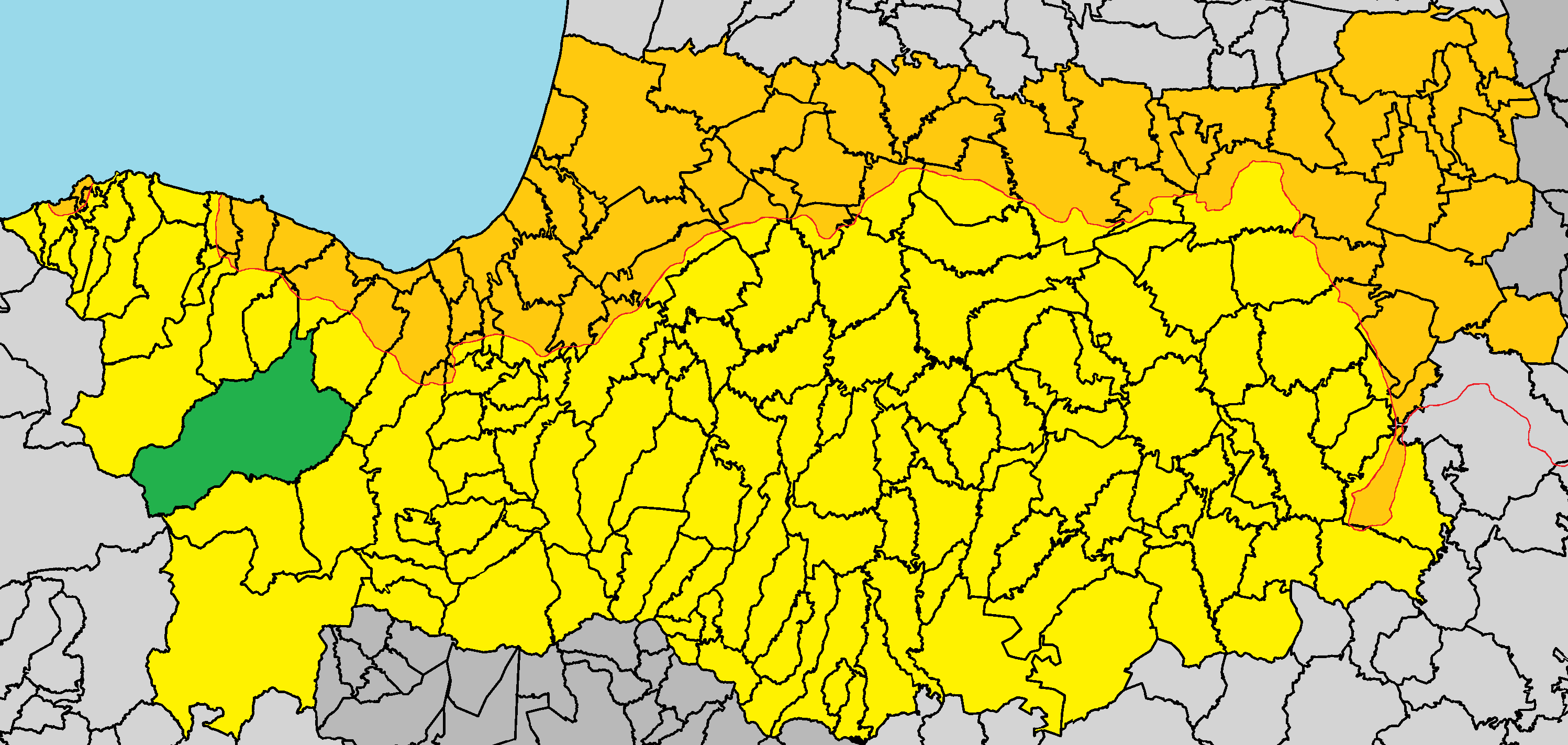
Lage im Bezirk Nikosia

Kambos liegt im Westen des Bezirks Paphos der Mittelmeerinsel Zypern auf einer Höhe von etwa 910 Metern, etwa 90 Kilometer südwestlich von Nikosia, 78 Kilometer nordwestlich von Limassol, 135 Kilometer westlich von Larnaka und 72 Kilometer nordöstlich von Paphos. Das 69,7607 Quadratkilometer große Dorf grenzt im Nordwesten an Vroisia, im Norden an Xerovounos, Varisia und Galini, im Nordosten an Ambelikou, im Osten an Lefgios, im Südosten an Gerakies, im Süden an Tsakistra und im Westen an den Bezirk Paphos mit Lysos. Das Dorf kann über die Straße E912 erreicht werden.
Die durchschnittliche jährliche Niederschlagsmenge beträgt etwa 707 Millimeter. Das Ackerland beträgt nur 3 % der gesamten Verwaltungsfläche von Kampos und beschränkt sich auf das Tal des Dorfes. Auf den Talseiten wachsen Weinreben. Weiter unten, rund um das Flussbett des Kambos-Fluss, werden Kirschbäume, Mandelbäume, Apfelbäume, Pfirsichbäume, Oliven, einige Zitrusfrüchte, Hülsenfrüchte, Walnüsse und Pistazien und Gemüse angebaut. Geologisch betrachtet wird das Gemeindegebiet von den harten Gesteinen Gabbro und Diabas dominiert, auf denen sich kieselhaltige Böden entwickelten.

## Geschichte
Den Bewohnern zufolge befanden sich an der Stelle, an der Kambos entstand, einst Anwesen der Bewohner von Tsakistra. Später wurden von ihren Besitzern dort Häuser gebaut, wo sich die Anwesen befanden, und so entstand das neue Dorf, das den Namen Kambos erhielt. Wahrscheinlich wurde das Dorf in der ersten Zeit der türkischen Besatzung – Ende des 16. Jahrhunderts – gegründet.
Die Hauptkirche des Dorfes Agios Kyriakos wurde 1881 renoviert. Der Glockenturm aus weißem Marmor wurde später hinzugefügt und harmoniert nicht mit dem Gebäude. In der Kirche befinden sich Bilder verschiedener zerstörter Kapellen der Umgebung. Außerdem gab es im Bereich des Dorfes ein Kloster der Panagia ton Iliakon (griechisch Παναγία των Ηλιακών), das im 18. Jahrhundert aufgelöst wurde.
Kambos war während der britischen Besatzung das Zentrum verschiedener Regierungsdienste in der Region: Ab 1880 war dort eine Forstwache zum Schutz der Wälder stationiert. Heute gibt es in Kambos noch eine Forststation sowie eine Polizeistation. Es gab auch schon früh einen Veterinärdienst, während die Straße, die Xeros mit Kambos verband, 1905 fertiggestellt wurde. Diese Straße wurde nach der türkischen Invasion im Jahr 1974 gesperrt, wodurch das Dorf isoliert wurde und über das Kloster Kykkos erreicht werden konnte.

### Bevölkerungsentwicklung
Die folgende Tabelle zeigt die Bevölkerung des Dorfes, wie sie in den in Zypern durchgeführten Volkszählungen erfasst wurde.
| Jahr      | 1881 | 1891 | 1901 | 1911 | 1921 | 1931 | 1946 | 1960 | 1976 | 1982 | 1992 | 2001 | 2011 | 2021 |
| Einwohner | 378  | 343  | 408  | 533  | 593  | 715  | 1056 | 1070 | 1328 | 739  | 557  | 426  | 271  | 171  |

## Kultur und Sehenswürdigkeiten
- Das Forstmuseum enthält eine Ausstellung über den Wald und seine Nutzung seit der Antike mit alten Maschinen und Werkzeugen.[26]
- Die Agios Kyriakos Kirche ist die größte Holzdachkirche Zyperns und wurde 1881 erbaut. Sie ist im Basilika-Stil gehalten und verfügt über zwei Kolonnaden, die den Innenraum in drei Gänge unterteilen.
- Darüber hinaus befindet sich in Kampos die Kapelle Agia Varvara und das Kloster Panagia ton Heliak.[27]